# Mini All4 Racing

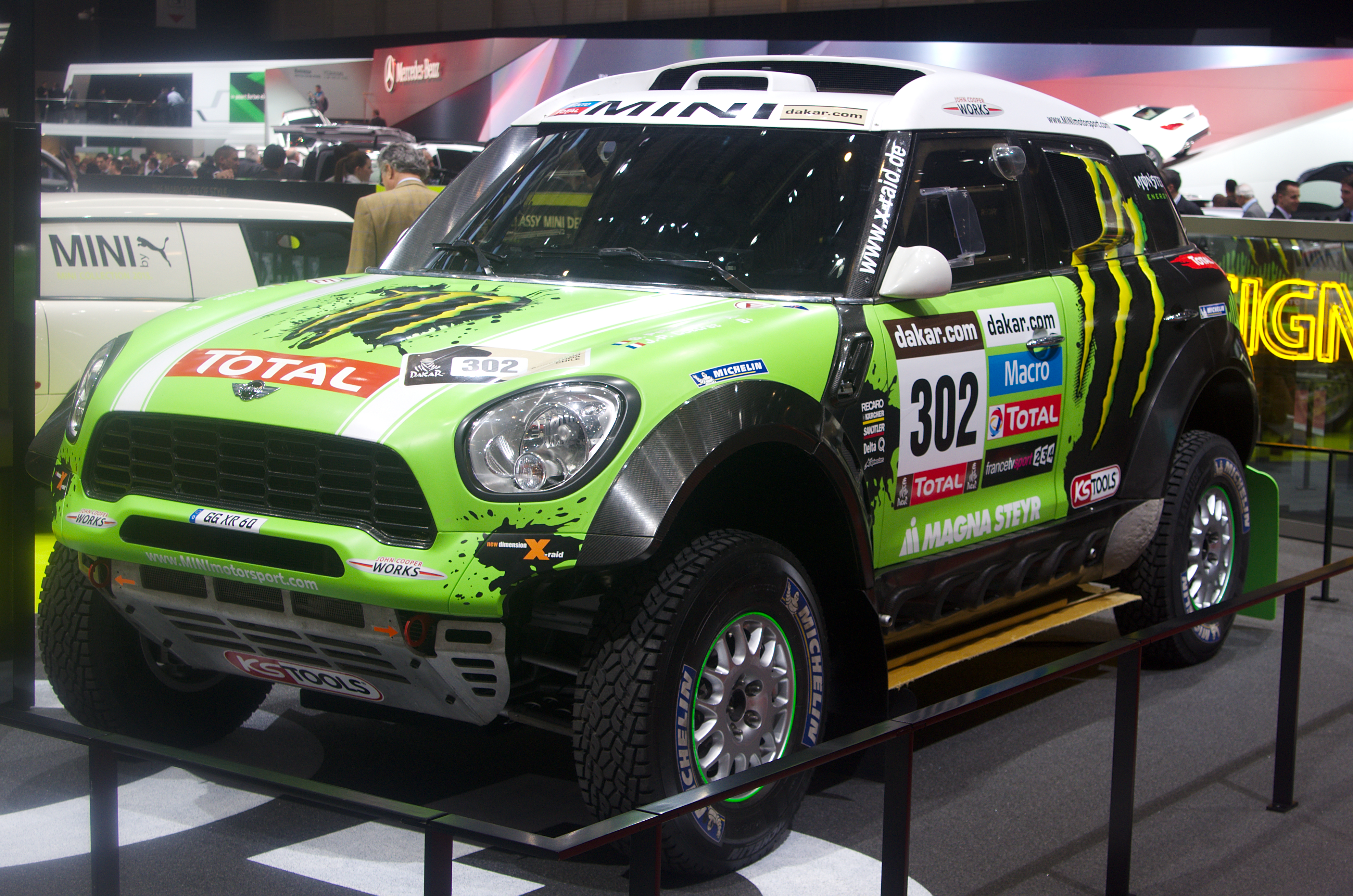
Mini All4 Racing

Der Mini All4 Racing ist ein speziell für Marathon-Rallyes entwickelter Geländewagen der Prototypen-Klasse, der vom deutschen Privatteam X-Raid rund um Teammanager Sven Quandt gebaut und eingesetzt wird. Der Mini All4 Racing ist ein Silhouettefahrzeug, Vorbild ist der Mini Countryman. Mit ihm bestritten Guerlain Chicherit und Michel Perin 2011 die Rallye Dakar. Bei der Rallye Dakar 2012 setzte X-Raid aus Trebur fünf Fahrzeuge ein.

## Entstehung und Entwicklung
Vor dem Mini All4 Racing setzte das X-Raid-Team auf den BMW X3 CC. Allerdings wurde die Produktion des BMW X3 in die USA verlagert und Partner Magna Steyr bekam den Zuschlag für den Mini Countryman. X-Raid griff diese Änderung auf und baute innerhalb von 90 Tagen den Mini All4 Racing. Im Juni 2010 erhielt Sven Quandt die Zustimmung von BMW für das Projekt und Magna Steyr gab am 24. September seine Unterstützung bekannt. Magna Steyr ist verantwortlich für das Konzeptdesign, die technischen Zeichnungen sowie die Einhaltung der FIA Anforderungen für Rallye-Raid-Wettbewerbe. Der Rahmen wird bei Heggemann Autosport GmbH in Büren gefertigt und das Fahrwerk montiert. Das französische Unternehmen Faster Racing produziert die Karosserie des Mini All4 Racing aus mit Kohlenstoff- und Aramidfasern verstärktem Kunstharz. Das Mini Design Team und Magna Steyr waren maßgeblich an der Konstruktion des Fahrzeuges beteiligt.
Bei der Rallye Dakar 2011 schied der Mini All4 Racing allerdings frühzeitig aus, als er sich nach einem Rollout am Ruhetag überschlug. Daraufhin wurden einige Änderungen am Mini All4 Racing vorgenommen. So konnte besonders der Schwerpunkt gesenkt werden. Um dies zu erreichen, wurden Kühler und Tank weiter nach unten verlagert, das Chassis wurde verbreitert. Eine weitere Änderung am Chassis sind die Kürzung der Motorhaube und ein steilerer Böschungswinkel. Zudem konnte der Mini All4 Racing um 30 Kilogramm erleichtert werden.

## Rallyes
Den ersten Rallyeeinsatz hatte der Mini All4 Racing bei der Rallye Dakar 2011. Guerlain Chicherit und Michel Périn lagen nach der ersten Hälfte auf dem neunten Rang. Allerdings überschlug sich der Wagen nach dem Rollout am Ruhetag in Arica.
Den ersten Sieg im Mini All4 Racing fuhren Stéphane Peterhansel und Jean-Paul Cottret bei der Abu Dhabi Desert Challenge 2011 ein.
Bei der Rallye Dakar 2012 ging das X-Raid-Team mit folgenden Fahrerteams an den Start:
- Stéphane Peterhansel/Jean-Paul Cottret – grüner Mini All4 Racing
- Nani Roma/Michel Périn – gelber Mini All4 Racing
- Leonid Novitskiy/Andreas Schulz – oranger Mini All4 Racing
- Krzysztof Hołowczyc/Jean-Marc Fortin – Orlen Mini All4 Racing
- Ricardo Leal dos Santos/Paulo Fiuza – roter Mini All4 Racing

Das Team konnte den Gesamtsieg sowie die Plätze 2, 4, 8 und 10 im Gesamtklassement „Auto“ erreichen.
Bei der Rallye Dakar 2013 gelang Peterhansel und Cottret erneut der Sieg in der Gesamtwertung in einem Mini All4 Racing. Weitere Minis folgten auf den Plätzen 3 und 4.
Im Folgejahr gewannen Roma und Perin die Gesamtwertung der Rallye Dakar 2014 in einem Mini All4 Racing. Weitere Minis belegten die Plätze 2, 3, 5, 6, 9, 10, 11, 12, 19, und 31.
2015 gewannen Nasser Al-Attiyah/Mathieu Baumel erneut die Gesamtwertung der Rallye Dakar in einem Mini All4 Racing. Die weiteren eingesetzten Minis erreichten das Ziel auf den Plätzen 3, 4, 5, 9, 12, 13, 18 und 22.

## Technische Daten

### Motor Twinpower Turbo-Motor basierend auf einem BMW-Serienmotor
- Treibstoff: Diesel
- Leistung: 320 PS bei 3250 min−1
- Drehmoment: ca. 800 Nm bei 2100 min−1
- Hubraum: 2993 cm³
- Luftmengenbegrenzer: Durchmesser: 38 mm
- Höchstgeschwindigkeit: etwa 181 km/h

### Kraftübertragung
- Getriebe: Sadev 6-Gang-Getriebe
- Kupplung: AP Racing Clutch
- Differenzial: Xtrac
- Bremsen: AP Scheibenbremsen (320 mm × 32 mm), Luftgekühlt vorne/luft- und wassergekühlt hinten

### Maße und Gewicht
- Länge: 4333 mm
- Breite: 1998 mm
- Höhe: 1966 mm
- Radstand: 2900 mm
- Spurweite: 1736 mm
- Leergewicht: 1900 kg
- Tankvolumen: ca. 385 Liter

### Aufbau
- Chassis: Gitterrohrrahmen von CP Autosport
- Karosserie: mit Kohlenstoff- und Aramidfasern verstärkter Kunststoff von Faster

### Reifen
- Michelin
- Größe: 245/80R 16